# Jane Eyre
Jane Eyre /ɛər/ (ban đầu được xuất bản với tựa đề Jane Eyre: An Autobiography/Jane Eyre: Một cuốn tự truyện) là một cuốn tiểu thuyết của nhà văn người Anh Charlotte Brontë, được xuất bản dưới bút danh "Currer Bell", vào ngày 16 tháng 10 năm 1847, bởi nhà xuất bản Smith, Elder & Co. tại Luân Đôn. Ấn bản đầu tiên tại Mỹ được phát hành vào năm sau bởi nhà xuất bản Harper & Brothers tại New York.
Jane Eyre là một cuốn tiểu thuyết giáo dục (Bildungsroman) kể về những trải nghiệm của nhân vật nữ chính cùng tên, bao gồm cả quá trình trưởng thành cũng như tình yêu của cô dành cho Rochester, chủ nhân của lâu đài Thornfield.
Cuốn tiểu thuyết đã cách mạng hóa tiểu thuyết văn xuôi, là cuốn đầu tiên tập trung vào sự phát triển tinh thần và đạo đức của nhân vật chính thông qua một câu chuyện kể ở góc nhìn thứ nhất, nơi các hành động và sự kiện được tô màu bởi một cường độ tâm lý. Tác giả Charlotte Brontë được gọi là "nhà sử học đầu tiên về ý thức cá nhân" và cũng được coi là ông tổ của các nhà văn thế kỷ 20 như Marcel Proust, James Joyce và Virginia Woolf.
Cuốn sách chứa đựng các yếu tố phản biện xã hội với ý thức cốt lõi về đạo đức Cơ đốc và được nhiều người coi là đi trước thời đại vì tính cách cá nhân của Jane và cách cuốn tiểu thuyết tiếp cận các chủ đề về giai cấp, bản năng giới tính, tôn giáo và nữ quyền. Cùng với tác phẩm Kiêu hãnh và định kiến của Jane Austen, đây là một trong những tiểu thuyết lãng mạn nổi tiếng nhất mọi thời đại.

## Nội dung
Jane Eyre được chia thành 38 chương. Ban đầu nó được xuất bản thành ba tập vào thế kỷ 19, bao gồm các chương 1 đến 15, 16 đến 27 và 28 đến 38.
Cuốn tiểu thuyết là một câu chuyện kể ngôi thứ nhất từ góc nhìn của nhân vật chính. Bối cảnh của cuốn tiểu thuyết là một nơi nào đó ở miền bắc nước Anh, vào cuối triều đại của George III (1760–1820).
Nội dung trải qua năm giai đoạn khác nhau: 1. Thời thơ ấu của Jane tại Lâu đài Gateshead; 2. Học tại Trường Lowood; 3. Làm gia sư tại Lâu đài Thornfield; 4. Sống ở Moor House; 5. Hội ngộ và kết hôn với Rochester tại Trang trại Ferndean. Xuyên suốt các phần này, cuốn tiểu thuyết đưa ra các quan điểm về một số vấn đề xã hội và ý tưởng quan trọng, trong đó có nhiều quan điểm chỉ trích hiện trạng lúc bấy giờ (the status quo).

### Lâu đài Gateshead

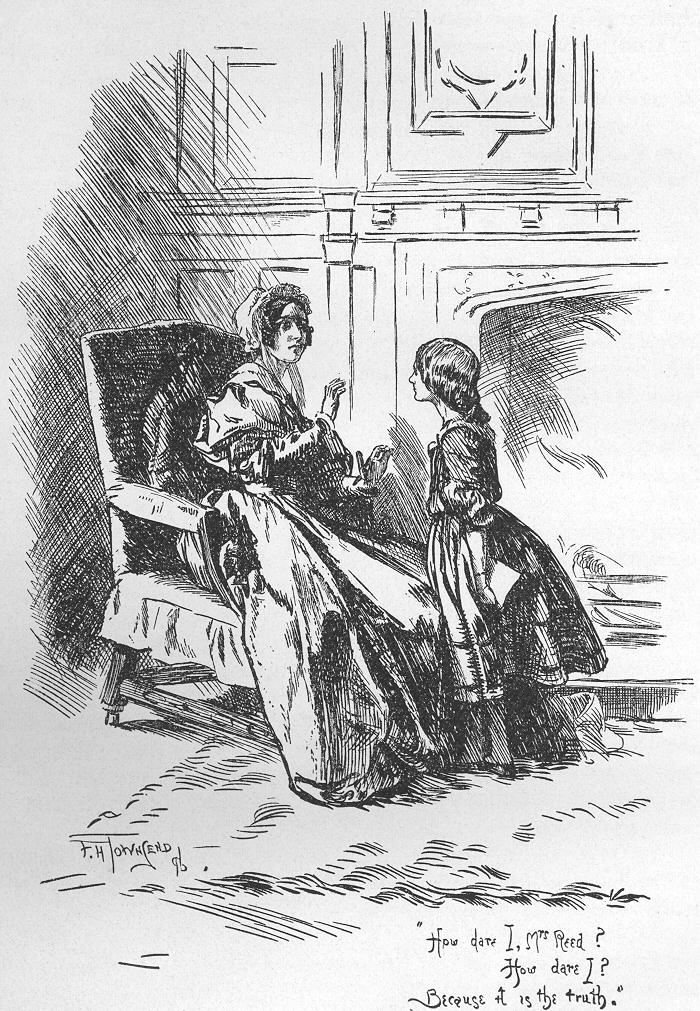
Tranh minh họa cảnh Jane lúc nhỏ tranh cãi với bà Reed, của họa sĩ F. H. Townsend

Cô bé Jane Eyre, lúc này 10 tuổi, sống tại Lâu đài Gateshead của gia đình nhà Reed. Jane là trẻ mồ côi do cha mẹ qua đời vì bệnh sốt phát ban. Ông Reed, em của mẹ Jane, đã mất cách đó 9 năm. Vợ của ông Reed, Sarah Reed, không ưa cô bé nên ngược đãi và coi Jane như một gánh nặng, và bà Reed không muốn 3 đứa con của mình làm bạn với Jane. Kết quả là Jane có những phản ứng bất bình trước sự phán xét tàn nhẫn của bà ta. Cô bảo mẫu Bessie là đồng minh duy nhất của Jane trong lâu đài, mặc dù Bessie thỉnh thoảng cũng mắng Jane gay gắt. Bị tách khỏi các hoạt động gia đình, Jane chỉ có một con búp bê và những cuốn sách để tự an ủi.
Một ngày nọ, John Reed, con trai lớn của bà Reed, vô lí đánh Jane làm cô bé phải đánh lại tự vệ. Do vậy Jane bị phạt nhốt vào phòng đỏ, là nơi ông cậu quá cố qua đời. Ở đó, cô đã la hét sau khi nghĩ rằng mình đã nhìn thấy hồn ma của ông Reed. Sau khi mở cửa phòng để hỏi nguyên nhân, bà Reed tiếp tục khóa cửa nhốt Jane làm cô bé ngất đi.
Sau đó, Jane được Lloyd, người bào chế thuốc tốt bụng, chăm sóc, Jane tiết lộ với ông rằng cô đang sống không hạnh phúc tại Gateshead. Lloyd đề xuất với bà Reed nên cho Jane đi học, và bà Reed vui vẻ ủng hộ. Sau đó, bà ta nhờ sự trợ giúp của ông Brocklehurst, giám đốc của Học viện Lowood, một trường từ thiện dành cho nữ sinh, để gửi Jane vào học. Bà Reed cảnh báo ông Brocklehurst rằng Jane có "khuynh hướng dối trá" nên ông ta nhận định Jane là một kẻ nói dối.
Tuy nhiên, trước khi rời đi, Jane đã đối mặt với bà Reed và tuyên bố rằng cô sẽ không bao giờ gọi bà là "mợ" nữa cũng như không bao giờ đến thăm bà. Jane cũng nói thẳng bà Reed là kẻ giả dối, và cô bé sẽ nói với mọi người rằng nhà Reed đã đối xử với cô một cách tàn nhẫn như thế nào.

### Trường Lowood
Lowood là một ngôi trường từ thiện dành cho những cô gái mồ côi nghèo. Dưới sự quản lí của Brocklehurst, đây là một nơi khắc nghiệt với cơ sở vật chất nghèo nàn, thức ăn kém chất lượng và ít ỏi, quần áo thì sơ sài... Cô bé đã cố gắng hòa nhập và kết bạn với một bạn học là Helen Burns, 14 tuổi. Helen hay bị cô giáo phạt vì thái độ kém, móng tay bẩn... và bị đánh bằng roi hoặc đứng giữa phòng, nhưng cô luôn điềm nhiên chấp nhận, dù Jane nói với Helen rằng cô không thể chịu được sự sỉ nhục công khai như vậy. Jane sau đó kể với Helen rằng bản thân mình đã bị bà Reed đối xử tồi tệ như thế nào, nhưng Helen nói với Jane rằng cô sẽ hạnh phúc hơn nhiều nếu cô chịu từ bỏ những mối hận thù ở trong lòng.
Sau khi Jane đến Lowood được 3 tuần thì ông Brocklehurst đến thăm trường Lowood. Trong khi Jane đang cố gắng để không bị nhìn thấy thì vô tình làm rơi tấm bảng, do đó đã bị chú ý. Sau đó, Brocklehurst bắt Jane phải đứng trên một chiếc ghế đẩu trước mọi người và ông tuyên bố cô là kẻ tội đồ và kẻ gian dối. Sau đó, cô Hiệu trưởng Temple đã tạo điều kiện cho Jane tự bảo vệ mình và đã công khai minh oan cho cô. Helen và cô Temple là hai hình mẫu lý tưởng của Jane, những người tích cực hướng dẫn cho sự phát triển nhân cách của Jane.
80 học sinh ở Lowood do phải sống trong khu vực ẩm thấp, ăn uống thiếu thốn, quần áo mỏng không đủ chống lạnh nên hơn một nửa số học sinh đổ bệnh khi có dịch sốt phát ban. Helen đã chết trong vòng tay của Jane vì bệnh lao phổi. Khi phát hiện ra hành vi ngược đãi học sinh của ông Brocklehurst, một số nhà hảo tâm đã dựng một tòa nhà mới và thành lập một ủy ban quản lý chung dù ông Brocklehurst vẫn tại nhiệm. Các điều kiện sống tại trường sau đó được cải thiện đáng kể.
Sau sáu năm là học sinh và hai năm là giáo viên, Jane cảm thấy nhàm chán với cuộc sống của mình tại Lowood nên quyết định rời đi để theo đuổi một cuộc sống mới. Hiệu trưởng Temple cũng đã rời đi sau khi kết hôn. Jane đăng báo là một nữ gia sư, rồi chấp nhận làm gia sư tại lâu đài Thornfield.

### Lâu đài Thornfield
Jane đến lâu đài Thornfield đảm nhận vị trí gia sư cho cô bé Adèle Varens, mới từ nước Pháp sang.
Một chiều nọ, Jane mang lá thư của bà quản gia Fairfax đến bưu điện xóm Hay để gửi. Một người kỵ mã có chó đi ngang qua cô. Con ngựa trượt trên băng làm người cưỡi ngựa bị trật khớp cổ chân. Bất chấp sự cáu kỉnh, Jane đã giúp ông ta trở lại con ngựa của mình. Sau đó, trở lại Thornfield, cô biết rằng người đàn ông này là Edward Rochester, chủ nhân của lâu đài. Sau vài lần nói chuyện với ông chủ, Jane được biết cô bé Adèle là con của một vũ nữ người Pháp, một tình nhân trước kia của Rochester. Adèle được đem về Anh khi mẹ cô bỏ rơi cô. Tuy nhiên Rochester không rõ Adèle có phải là con của mình hay không. Ông Rochester và Jane sớm cảm thấy muốn nói chuyện với nhau và họ có nhiều buổi tối gặp nhau.
Vài điều kỳ lạ thỉnh thoảng xảy ra tại lâu đài. Những tiếng cười kỳ lạ vang lên tại tầng gác ba, được nói là của người giúp việc Grace Poole. Một đêm, những tấm màn trong phòng ngủ của ông Rochester đã bị đốt cháy, được Jane dập tắt bằng cách tạt nước. Sau khi được Jane cứu, ông Rochester đã cảm ơn cô một cách dịu dàng, và đêm đó Jane cảm thấy những cảm xúc kỳ lạ của riêng mình đối với ông. Tuy nhiên, ngày hôm sau, ông đột ngột rời đi để dự một buổi họp ở xa, và vài ngày sau trở lại với nhiều người, bao gồm cả Blanche Ingram xinh đẹp và tài năng; họ ở lại lâu đài Thornfield nhiều ngày. Jane thấy Blanche và ông Rochester cảm mến nhau và cô bắt đầu cảm thấy ghen, tuy nhiên cô cũng thấy rằng Blanche hợm hĩnh, vô tâm. Ông Rochester đã giả vờ làm một mụ phù thủy để bói cho các cô gái nhằm tìm hiểu tình cảm của Jane. Có một vị khách tên là Mason bị tấn công bằng dao và buộc phải bí mật rời khỏi lâu đài. Jane nghĩ rằng thủ phạm là Grace.
Jane sau đó nhận được tin rằng bà Reed đã bị ốm nặng, sau cái chết tủi hổ của John Reed, và muốn gặp lại cô. Jane trở lại Gateshead và ở đó trong 1 tháng để chăm sóc người mợ sắp chết của mình. Bà Reed thú nhận với Jane rằng bà đã đối xử tệ với cô, bà đưa cô một lá thư của người chú của Jane, ông John Eyre, trong đó yêu cầu cô ở với ông và làm người thừa kế của ông. Lá thư đã được gửi cách đó 3 năm. Bà Reed thừa nhận đã nói với ông Eyre rằng Jane đã chết vì sốt ở Lowood. Ngay sau đó, bà Reed qua đời. Jane giúp đỡ những người em họ của mình trước khi trở về Thornfield.
Trở lại Thornfield, Jane nghiền ngẫm về cuộc hôn nhân được đồn đoán sắp xảy ra của ông Rochester với Blanche Ingram. Vào một buổi tối, Rochester đã trêu chọc Jane bằng cách nói rằng ông sẽ nhớ cô như thế nào sau khi kết hôn và cô sẽ sớm quên ông như thế nào. Một Jane tự chủ của ngày thường đã tiết lộ tình cảm của mình dành cho ông. Rochester sau đó chắc chắn rằng Jane đang yêu ông thật lòng và đã ngỏ lời cầu hôn. Ban đầu Jane nghi ngờ nhưng sau đó chấp nhận lời cầu hôn của Rochester. Rochester nói cho cô biết rằng chỉ giả vờ theo đuổi cô Ingram để làm cho Jane ghen tuông thôi.
Khi Jane chuẩn bị cho đám cưới, một đêm trước ngày cưới 2 ngày, một người phụ nữ kỳ dị lẻn vào phòng cô, xé tấm khăn choàng của Jane làm hai và làm cô ngất lịm. Cũng như những sự kiện bí ẩn trước đó, ông Rochester cho rằng mọi việc là do người hầu Grace Poole. Trong lễ cưới tại nhà thờ, luật sư Briggs, và ông Mason, đã tuyên bố rằng ông Rochester không thể kết hôn với Jane được vì ông đã kết hôn với Bertha, em gái của Mason, 15 năm trước và Bertha còn sống, hiện đang ở tại lâu đài Thornfield. Ông Rochester thừa nhận điều này, giải thích rằng cha của ông đã lừa ông kết hôn với Bertha vì gia sản của cô. Sau khi kết hôn và sống cùng nhau tại Jamaica, Trung Mỹ, Rochester phát hiện ra Bertha nhanh chóng rơi vào tình trạng mất trí bẩm sinh rồi trở nên điên loạn và vì vậy cuối cùng ông đã bí mật đem cô về Anh và nhốt lại ở Thornfield, thuê Grace Poole làm y tá để chăm sóc. Chính những khi Grace say rượu, Bertha đã mở cửa và gây ra những điều kỳ lạ tại Thornfield.
Chú của Jane, John Eyre, là đại diện giao dịch cho hãng buôn của ông Mason trong mấy năm. Khi ông Eyre nhận được thư của Jane thông báo về đám cưới thì cũng có mặt Mason nên biết chuyện Rochester còn vợ. John Eyre nhờ Mason ngăn ngừa cuộc hôn nhân để gỡ Jane ra khỏi cái cạm bẫy mà cô đã rơi vào. Sau khi hôn lễ tan vỡ, Rochester yêu cầu Jane đi cùng ông đến miền nam nước Pháp và chung sống với ông như vợ chồng, mặc dù họ không thể kết hôn. Mặc dù vẫn còn yêu Rochester sâu đậm, nhưng trung thành với các giá trị và niềm tin Cơ đốc của mình, Jane rời bỏ lâu đài Thornfield vào lúc bình minh trước khi bất kỳ ai thức dậy.

### Nhà Moor
Jane đi khỏi Thornfield với chỉ một ít đồ dùng và tiền, nhưng cô lại để quên túi đồ trên xe nên buộc phải ngủ trên đồng hoang. Cô lang thang xin việc 2 ngày, không tiền bạc, phải xin đồ ăn và ngủ ngoài trời. Kiệt sức và đói khát, một tối cô đến được ngôi nhà của dòng họ Rivers nhưng bị bà vú già từ chối cho ở lại. Cô gục xuống bậc cửa, được mục sư St. John Rivers cho vào nhà. Cô phải tĩnh dưỡng 4 ngày, nhưng Jane không cho John, cũng như 2 em gái của anh là Diana và Mary, biết họ của mình. Jane sống ở đây 1 tháng, rất hợp với Diana và Mary về tính tình cũng như sở thích, nhưng St. John, 28-30 tuổi, đẹp trai thì vẫn xa cách, lạnh lùng. Sau đó St. John cho cô làm cô giáo tại một trường làng dành cho nữ sinh mà anh vừa thành lập tại xứ đạo Morton. Diana và Mary từ giã Moor House để đi làm gia sư ở nơi xa, St. John cũng trở về xứ đạo, nên ngôi nhà bỏ không.
Tại Morton, St. John trở nên thân thiết hơn với Jane tuy vẫn giữ tính cách lạnh lùng. Rosamond Oliver, 1 cô gái xinh đẹp, giàu có rất yêu St. John, John cũng có tình cảm với cô ta nhưng vì anh muốn trở thành một nhà truyền giáo tại phương Đông nên thường tránh né cô. Jane trong lúc vẽ chân dung cho Rosamond đã vô tình ghi họ tên của mình và bị St. John thấy. Hôm sau John nói với Jane rằng chú của cô, John Eyre, đã qua đời và để lại cho cô toàn bộ tài sản trị giá 20.000 bảng Anh (tương đương với khoảng 1,7 triệu USD vào năm 2018). St. John tiết lộ thêm rằng anh và cô có họ hàng với nhau, rằng mẹ anh có 2 người em trai là cha của Jane và ông John. Jane vui mừng khôn xiết khi thấy mình có họ hàng còn sống và thân thiện, khăng khăng chia đều số tiền làm 4 phần với các anh chị họ của mình. Diana và Mary lại quay về sống tại Moor House.
Jane đóng cửa trường Morton về nghỉ tại Nhà Moor. St. John đề nghị cô bỏ học tiếng Đức mà chuyển sang học tiếng Hindi để hỗ trợ anh trong việc học ngôn ngữ này và cô đồng ý. Sau một thời gian, nghĩ rằng Jane, ngoan đạo và tận tâm, sẽ giúp đỡ mình rất nhiều trong việc trở thành một nhà truyền giáo, St.John đề nghị cô cùng đi với anh đến Ấn Độ, và vì vậy cô phải trở thành là vợ của anh chứ không phải với tư cách em họ. Jane chỉ chấp nhận đến Ấn Độ để giúp đỡ anh như một người em, người bạn nên từ chối lời cầu hôn; vì anh cầu hôn cô không phải vì tình yêu, mà là vì công việc, nghĩa vụ. St.John vẫn giữ ý kiến của mình và Jane cũng vậy. Trong một cuộc tranh luận, khi ý chí của Jane có vẻ đang giảm đi thì đột nhiên cô nghe thấy giọng nói của ông Rochester gọi tên mình một cách bí ẩn. Cô quyết định về Thornfield để tìm tin tức của ông Rochester.

### Trang viên Ferndean
Jane quay lại Thornfield nhưng bàng hoàng nhận thấy lâu đài đã bị hỏa hoạn và trở nên hoang vắng, đổ nát. Cô đi tìm hiểu ở 1 quán ăn và được biết lâu đài bị cháy sau khi cô bỏ đi khoảng 2 tháng.
Người vợ điên của ông Rochester, nhân lúc hộ lý Grace ngủ say vì rượu, đã lấy chìa khóa mở phòng ra ngoài và phóng hỏa ngôi nhà rồi tự tử bằng cách nhảy từ trên mái nhà xuống. Trong nỗ lực giải cứu gia nhân và vợ, ông Rochester bị mất một cánh tay và thị lực thị gần như mù. Ông Rochester cho Adèle vào trường học còn ông quay về ẩn dật tại trang viên Ferndean.
Jane đến trang viên Ferndean, một tòa nhà rất cổ, vắng vẻ ở trong rừng. Cô đã nhìn thấy ông đứng tại bãi cỏ nhưng không gọi ông. Cô vào nhà gặp gia nhân, và thay người gia nhân để bưng nước uống lên cho ông. Hai người gặp lại nhau xúc động, mừng rỡ, họ hàn huyên tâm sự, thể hiện tình yêu với nhau. Khi đã chắc chắn về tình yêu của Jane cùng lời nói không bao giờ rời xa, ông Rochester lại cầu hôn Jane và Jane đồng ý.
Họ kết hôn và sống cùng nhau trong trang viên Ferndean. Hai năm sau, Rochester lấy lại được thị lực ở một mắt và nhìn thấy được đứa con đầu lòng của họ.

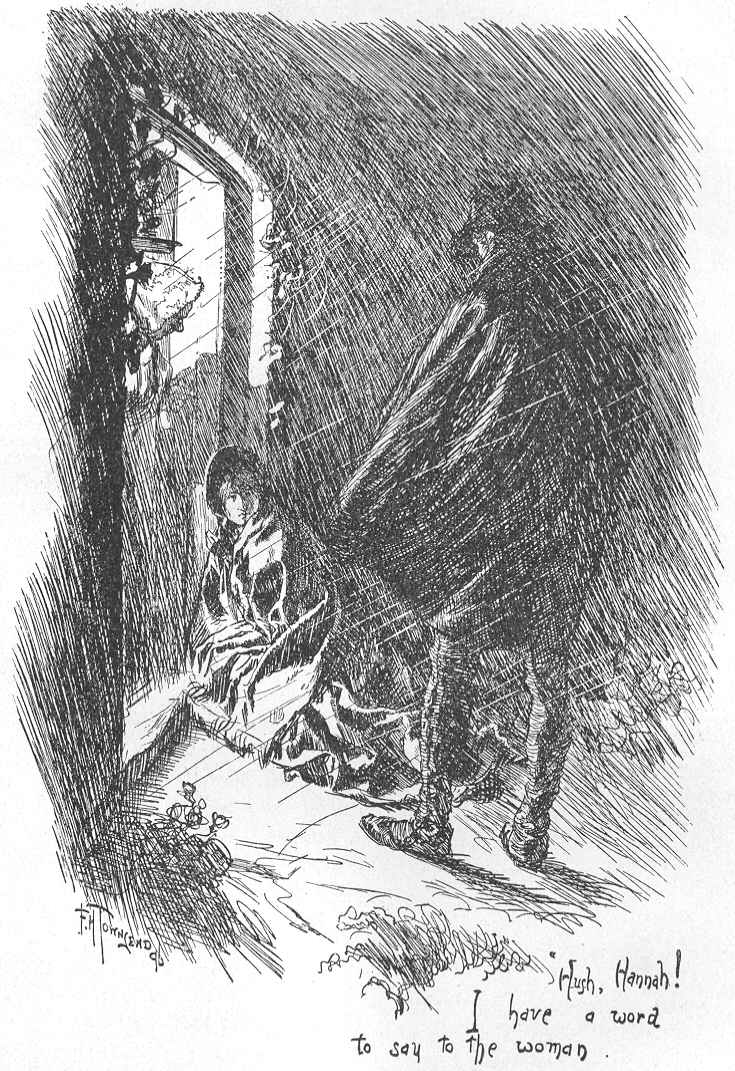
St. John Rivers thấy Jane đói lả trước cửa nhà Moor, tranh vẽ của F. H. Townsend
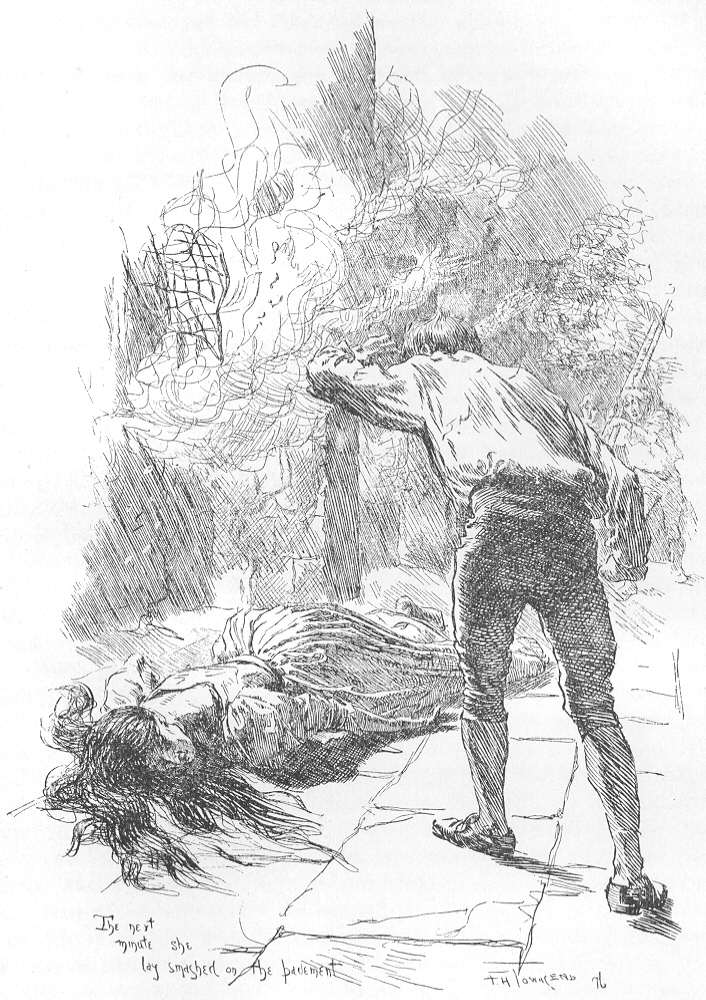
Ông Rochester chứng kiến người vợ điên loạn chết sau khi nhảy lầu
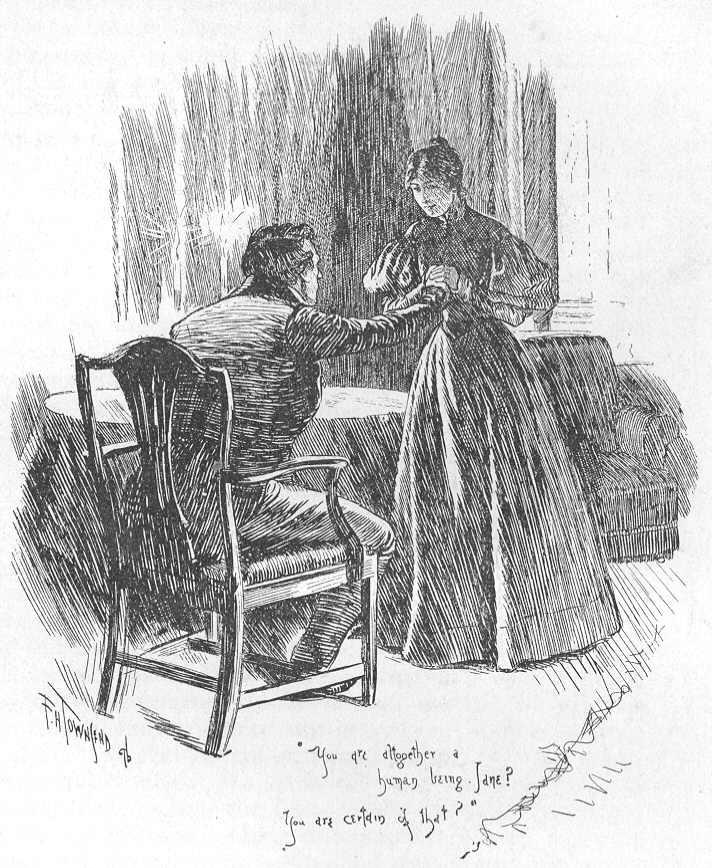
Jane gặp lại Rochester, lúc này đã mất thị lực

## Giá trị

### Nội dung
Tác giả đã kể lại hết sức cảm động câu chuyện cuộc đời một người con gái nghèo tỉnh lẻ vật lộn với số mệnh phũ phàng để bảo vệ phẩm giá và tự khẳng định địa vị của mình bằng chính cuộc sống lao động lương thiện. Jane Eyre là hình tượng của những con người "bé nhỏ" bị xã hội ruồng rẫy nhưng dũng cảm đứng lên phản kháng lại bất công bằng tất cả ý chí, nghị lực và tâm hồn "nổi loạn" của mình. Bên cạnh đó, hình ảnh Rochester lại có ý nghĩa lên án mạnh mẽ triết lý sống tư bản mà tiền tài, địa vị và những luật pháp khắt khe, phi lý đã làm tan nát hạnh phúc của những con người ngay thẳng, trong sạch, khiến cuộc đời họ chỉ là những tấn thảm kịch. Cuốn tiểu thuyết của Brontë còn là bằng chứng hùng hồn tố cáo những trường học làm phúc mà thực chất là những trung tâm hủy hoại trẻ em mồ côi, từ đó tỏ thái độ công kích những tổ chức từ thiện giả hiệu trong tay Giáo hội.

### Nghệ thuật
Về nghệ thuật, trước hết, Jane Eyre là bức tranh phong cảnh tuyệt đẹp của thiên nhiên Anh. Có thể thấy trong tập sách vô số những bức họa lớn nhỏ và cảnh sắc thiên nhiên mà Brontë đã say mê ca ngợi và miêu tả bằng ngôn ngữ văn học tinh vi và chính xác. Bà cũng đã thể hiện tài tình sự hòa hợp giữa thiên nhiên với đời sống nội tâm nhân vật, tạo nên bầu không khí thi vị và thơ mộng cho cuốn tiểu thuyết. Những tình tiết ly kỳ và không khí bí ẩn của lâu đài Thornfield được nhà văn đưa vào tác phẩm khiến độc giả vốn quen thuộc với loại "tiểu thuyết gôtich" – loại sách rất thịnh hành ở Anh thế kỷ XVIII, XIX – không khỏi nghĩ rằng Brontë chịu ảnh hưởng của phong cách nghệ thuật này. Lối kết thúc có hậu và việc sử dụng những chi tiết ngẫu nhiên trong tác phẩm chứng tỏ trong chủ nghĩa hiện thực của Brontë có ít nhiều nhân tố lãng mạn. Điều này phần nào còn phản ánh nét tâm lý chung ở một số nhà văn hiện thực trong trào lưu nhân đạo của văn học Anh thế kỷ XIX như Charles Dickens, William Thackeray, thể hiện trong các tác phẩm David Copperfield, Hội chợ phù hoa...

## Bản tiếng Việt
Truyện Jane Eyre được nhà văn Hoàng Hải Thủy phóng tác và dịch sang Việt ngữ năm 1963 lấy tên là Kiều Giang. Tác phẩm này lấy bối cảnh ở Việt Nam.